# Весёлый (Родионово-Несветайский район)
Весёлый — хутор в Родионово-Несветайском районе Ростовской области.
Входит в состав Родионово-Несветайского сельского поселения.

## География

### Улицы
| - ул. Гагарина, - ул. Дачная, - ул. Зелёная, - ул. Калинина, | - ул. Ленина, - ул. Новая, - ул. Степная, - ул. Центральная. |

## Население
| 2010 |
| ---- |
| 881  |